# 张笑东
张笑东（1963年9月20日—），男，河南虞城人，中華人民共和國官員。

## 生平
1983年7月参加工作，1984年12月加入中国共产党。曾任商丘市睢阳区区长、共青团河南省委副书记、安阳市委秘书长、副市长，2008年3月担任安阳市市长，2012年4月任中共安阳市委书记。2013年4月，涉嫌严重违纪被省纪委立案调查。2014年12月5日因受贿2100多万人民币被驻马店市中级人民法院判处无期徒刑。